# Geolycosa tangana
Geolycosa tangana là một loài nhện trong họ Lycosidae.
Loài này thuộc chi Geolycosa. Geolycosa tangana được Carl Friedrich Roewer miêu tả năm 1959.